# 괴레메
괴레메(튀르키예어: Göreme, 그리스어: Κόραμα 코라마[*])는 튀르키예 카파도키아에 위치한 지역이다. 행정 구역상으로는 네브셰히르주에 속한다. 침식된 암석으로 이루어진 계곡 중심부에 위치하며, 바위를 깎아 만든 여러 교회 등으로 관광 산업이 발전하였다. 괴레메 국립공원은 1985년 유네스코의 세계유산 목록에 들어간 상태이다. 이 곳에 최초로 정착이 이루어진 때는 고대 로마 시대이다.

## 같이 보기
- 위르귀프